# NGC 5207
NGC 5207 este o intermediate spiral galaxy⁠(d) situată în constelația Fecioara. A fost descoperită în 19 martie 1787 de către William Herschel. Se află la o distanță de 119,12 megaparseci de Pământ.